# Espírito Santo do Dourado
Espírito Santo do Dourado est une municipalité brésilienne de l'État du Minas Gerais et la microrégion de Pouso Alegre.